# ABN AMRO World Tennis Tournament 2016
ABN AMRO World Tennis Tournament 2016 byl tenisový turnaj pořádaný jako součást mužského okruhu ATP World Tour, který se hrál v aréně Ahoy Rotterdam na krytých dvorcích s tvrdým povrchem Pro Flex. Konal se mezi 8. až 14. únorem 2016 v nizozemském Rotterdamu jako 44. ročník turnaje.
Turnaj s rozpočtem 1 722 820 eur, a prize money hráčům 1 597 155 eur, patřil do kategorie ATP World Tour 500. Nejvýše nasazeným hráčem ve dvouhře se měl stát francouzský desátý hráč světa Richard Gasquet, jenž se však odhlásil pro chřipku. Jeho roli tak zaujala světová třináctka Marin Čilić z Chorvatska. Jako poslední přímý účastník hlavní singlové soutěže nastoupil 61. uzbecký hráč
žebříčku Denis Istomin. Premiérový singlový titul v této kategorii získal Slovák Martin Kližan. Deblovou soutěž opanovala francouzsko-kanadská dvojice Nicolas Mahut a Vasek Pospisil. Vozíčkářskou část ve dvouhře vyhrál Brit Gordon Reid a ve čtyřhře triumfoval francouzský pár Stéphane Houdet a Nicolas Peifer.

## Distribuce bodů a finančních odměn

### Distribuce bodů
| Soutěž  | vítězové | finalisté | semifinalisté | čtvrtfinalisté | 16 v kole | 32 v kole | Q3 | Q2 | Q1 |
| ------- | -------- | --------- | ------------- | -------------- | --------- | --------- | -- | -- | -- |
| dvouhra | 500      | 300       | 180           | 90             | 45        | 0         | 20 | 10 | 0  |
| čtyřhra | 500      | 300       | 180           | 90             | 0         |           |    |    |    |

### Finanční odměny
| dvouhra                                     | €363 400 | €170 655 | €84 750 | €42 370 | €21 470 | €11 300 |
| čtyřhra                                     | €107 100 | €50 600  | €24 420 | €12 700 | €6 650  |         |
| částka v deblových soutěžích uváděna na pár |          |          |         |         |         |         |

## Mužská dvouhra

### Nasazení
| Stát                         | Hráč                  | ATP | Nasazení |
| ---------------------------- | --------------------- | --- | -------- |
| Francie                      | Richard Gasquet       | 10. | 1.       |
| Chorvatsko                   | Marin Čilić           | 13. | 2.       |
| Francie                      | Gilles Simon          | 15. | 3.       |
| Belgie                       | David Goffin          | 16. | 4.       |
| Francie                      | Gaël Monfils          | 17. | 5.       |
| Španělsko                    | Roberto Bautista Agut | 18. | 6.       |
| Francie                      | Benoît Paire          | 21. | 7.       |
| Srbsko                       | Viktor Troicki        | 25. | 8.       |
| Žebříček ATP k 1. únoru 2016 |                       |     |          |

### Jiné formy účasti
Následující hráči obdrželi divokou kartu do hlavní soutěže:
- Thiemo de Bakker
- Robin Haase
- Alexander Zverev

Následující hráči postoupili z kvalifikace:
- Ivan Dodig
- Ernests Gulbis
- Andrej Kuzněcov
- Nicolas Mahut

Následující hráč postoupil jako tzv. šťastný poražený
- Jevgenij Donskoj[1]

### Odhlášení
před zahájením turnaje
- Roger Federer (poranění menisku) → nahradil jej Čung Hjeon
- Richard Gasquet (chřipka)[1] → nahradil jej Jevgenij Donskoj
- Nick Kyrgios (poranění paže) → nahradil jej Lukáš Rosol

## Mužská čtyřhra

### Nasazení
| Stát                                                                                  | Hráč              | Stát     | Hráč          | ATP | Nasazení |
| ------------------------------------------------------------------------------------- | ----------------- | -------- | ------------- | --- | -------- |
| Nizozemsko                                                                            | Jean-Julien Rojer | Rumunsko | Horia Tecău   | 7.  | 1.       |
| Chorvatsko                                                                            | Ivan Dodig        | Brazílie | Marcelo Melo  | 8.  | 2.       |
| Spojené království                                                                    | Jamie Murray      | Kanada   | Daniel Nestor | 13. | 3.       |
| Indie                                                                                 | Rohan Bopanna     | Rumunsko | Florin Mergea | 20. | 4.       |
| Žebříček ATP k 1. únoru 2016; číslo je součtem žebříčkového postavení obou členů páru |                   |          |               |     |          |

### Jiné formy účasti
Následující páry obdržely divokou kartu do hlavní soutěže:
- Thiemo de Bakker /  Robin Haase
- Jesse Huta Galung /  Bart van den Berg

Následující pár postoupil z kvalifikace:
- Marin Draganja /  Lukáš Rosol

## Přehled finále

### Mužská dvouhra
- Martin Kližan vs.  Gaël Monfils, 6–7(1–7), 6–3, 6–1

### Mužská čtyřhra
- Nicolas Mahut /  Vasek Pospisil vs.  Philipp Petzschner /  Alexander Peya, 7–6(7–2), 6–4